# Pherotesia supplanaria
Pherotesia supplanaria är en fjärilsart som beskrevs av Dyar 1913. Pherotesia supplanaria ingår i släktet Pherotesia och familjen mätare. Inga underarter finns listade i Catalogue of Life.